# Уайт (окръг, Арканзас)
Вижте пояснителната страница за други значения на Уайт.
Окръг Уайт (на английски: White County) е окръг в щата Арканзас, Съединени американски щати. Площта му е 2699 km², а населението – 77 076 души (2010). Административен център е град Сърси.